# Club Esportiu Castelló 1988/89
La temporada 1988/89 va ser la 66a en la història del CE Castelló. Tot i els problemes de l'anterior campanya i de no començar amb bons resultats aquesta, el club aconseguí el seu quart ascens a Primera divisió. Sota les ordres de l'entrenador Luiche i amb la seguretat defensiva com a local com a argument principal, els orelluts van entrar als llocs d'ascens tan sols 10 jornades abans del final de Lliga, però acabaren proclamant-se campions.

## Plantilla

### Jugadors
| Núm. | Pos. |                     | Jugador       | Procedència    | Temporada |
| ---- | ---- | ------------------- | ------------- | -------------- | --------- |
|      | POR  | Catalunya           | Emili Isierte | Borriana (c)   | 1988/89   |
|      | POR  | País Valencià       | Martínez Puig | Olímpic Xàtiva | 1987/88   |
|      | DEF  | Castella - la Manxa | Alejandro     | Albacete       | 1988/89   |
|      | DEF  | País Valencià       | Alfredo       | Amateur        | 1982/83   |
|      | DEF  | Argentina           | Bonhoff       | Newell's       | 1988/89   |
|      | DEF  | Andalusia           | Trigos        | Ceuta          | 1988/89   |
|      | DEF  | País Valencià       | Javi Valls    | Amateur        | 1981/82   |
|      | DEF  | País Valencià       | Ximet         | Borriana       | 1985/86   |
|      | MIG  | Andalusia           | Escobar       | Elx            | 1988/89   |
|      | MIG  | Andalusia           | José Hurtado  | CD Málaga      | 1988/89   |
|      | MIG  | Catalunya           | Manchado      | Amateur        | 1984/85   |

| No. | Posició |                     | Jugador         | Procedència | Temporada |
| --- | ------- | ------------------- | --------------- | ----------- | --------- |
|     | MIG     | País Valencià       | Víctor Salvador | Amateur     | 1982/83   |
|     | MIG     | Catalunya           | Jordi Vinyals   | Sabadell    | 1988/89   |
|     | DAV     | Argentina           | Cabrera         | Cadis CF    | 1988/89   |
|     | DAV     | Comunitat de Madrid | Pepe Mel        | Osauna      | 1987/88   |
|     | DAV     | Regió de Múrcia     | Puskas          | Mallorca    | 1987/88   |
|     | DAV     | Catalunya           | Raúl Cruselles  | Amateur     | 1986/87   |
|     | DAV     | Andalusia           | Viña            | Portuense   | 1979/80   |
| F   | POR     | País Valencià       | Fermín          | Amateur     | 1988/89   |
| F   | DEF     | País Valencià       | Guillermo       | Amateur     | 1988/89   |
| F   | MIG     | País Valencià       | Breva           | Amateur     | 1988/89   |
| F   | MIG     | Catalunya           | Rodri           | Amateur     | 1988/89   |

#### Altes
| Núm. | Posició |                   | Jugador       | Procedència       | Preu         | Mercat |
| ---- | ------- | ----------------- | ------------- | ----------------- | ------------ | ------ |
|      | POR     | Catalunya         | Emili Isierte | CD Burriana       | Fi de cessió | Estiu  |
|      | DEF     | Castella-La Manxa | Alejandro     | Albacete Balompié | ?            | Estiu  |
|      | DEF     | Argentina         | Bonhoff       | Newell's Old Boys | ?            | Estiu  |
|      | DEF     | Andalusia         | Trigos        | CA Ceuta          | ?            | Estiu  |
|      | MIG     | Andalusia         | Escobar       | Elche CF          | ?            | Estiu  |
|      | MIG     | Andalusia         | José Hurtado  | CD Málaga         | ?            | Estiu  |
|      | MIG     | Catalunya         | Jordi Vinyals | CE Sabadell FC    | ?            | Estiu  |
|      | DAV     | Argentina         | Cabrera       | Cadis CF          | ?            | Estiu  |
|      | DAV     | País Valencià     | Mateu         | UD Vall de Uxó    | Fi de cessió | Estiu  |

#### Baixes
| Núm. | Posició |               | Jugador          | Destinació          | Preu | Mercat |
| ---- | ------- | ------------- | ---------------- | ------------------- | ---- | ------ |
|      | POR     | País Valencià | Julio            | Vila-real CF        | ?    | Estiu  |
|      | DEF     | País Valencià | Carrillo         | Vila-real CF        | ?    | Estiu  |
|      | DEF     | País Valencià | Madueño          | Rayo Vallecano      | ?    | Estiu  |
|      | DEF     | Suècia        | Mikael Martinson | ?                   | ?    | Estiu  |
|      | DEF     | País Valencià | Ricardo Vaquer   | ?                   | ?    | Estiu  |
|      | DEF     | Iugoslàvia    | Đorđe Vujkov     | DSV Alpine Donawitz | ?    | Estiu  |
|      | MIG     | Madrid        | García Hernández | Retirat             |      | Estiu  |
|      | MIG     | País Valencià | Pedro López      | SD Ibiza            | ?    | Estiu  |
|      | MIG     | País Valencià | Saura            | Retirat             |      | Estiu  |
|      | DAV     | País Valencià | Mateu            | ?                   | ?    | Estiu  |
|      | DAV     | França        | Crespí           | ?                   | ?    | Estiu  |